# La noia samaritana
La noia samaritana (títol original coreà 사마리아, Samaria; títol internacional en anglès Samaritan Girl) és una pel·lícula sud-coreana dirigida per Kim Ki-duk, estrenada el 2004. Fou doblada al català.

## Argument
Jae-yeong és una noia encara despreocupada: desitjosa de volar cap a Europa, no ha trobat mitjà més senzill i més ràpid que la prostitució per aconseguir la seva finalitat. S'ho pren tot amb calma i ingenuïtat, convençuda de ser capaç, com les prostitutes llegendàries, d'aportar felicitat als seus nombrosos clients. Yeo-jin, la seva millor amiga però també la seva més propera col·laboradora, veu aviat de molt mal ull els esbossos de relacions que Jae-yeong intenta teixir amb aquests homes que només travessen de manera episòdica la seva vida.

## Comentari
Crític d'una prostitució tabú a Corea, on l'educació sexual dels joves és a prop del no-res, la pel·lícula juga sobre l'ambigüitat de la relació entre les dues amigues per interpel·lar millor l'espectador. Què passa veritablement en l'esperit torturat d'aquestes noies?
Com de costum amb Kim Ki-duk, la visió de la dona en la societat pot portar a controvèrsia.

## Repartiment
- Kwak Ji-min: Yeo-jin
- Seo Min-jeong: Jae-yeong
- Lee Eol: Yeong-ki
- Kwon Hyun-min: El venedor
- Oh Young: El músic
- Im Gyun-ho: Tipus curós
- Lee Jong-gil: Noi feliç
- Shin Taek-ki: El suicida
- Park Jung-gi: La víctima de l'assassinat
- Kim Gul-seon: El segon venedor
- Seo Seung-won: L'home dels anys 1930
- Yoo Jae-ik: El vianant
- Jung In-gi: Ki-su
- Jeon Jin-bae: El primer policia
- Yook Sae-jin: El segon policia

## Al voltant de la pel·lícula
- El cineasta precisa les seves intencions: A Corea, quan es miren els informatius a la televisió, els fets són sempre pràcticament relatats de la manera següent: els homes que són culpables són representats com éssers diabòlics, i les noies són tractades com a pobres víctimes innocents. Certs homes s'han suïcidat veritablement a causa d'aquesta classe d'escàndol. A la meva pel·lícula, he volgut interpretar allò de manera diferent. He intentat donar les raons que havien empès aquests homes a actuar d'aquesta mena i ensenyar menys les noies com a víctimes.
- El cineasta torna sobre la violència de certes escenes de les seves pel·lícules Aquesta violència que es veu a les meves pel·lícules representa una part de la realitat de la societat coreana. No invento res. La majoria dels meus guions s'inspiren en la meva pròpia experiència (...) En relació amb les escenes de bufetades de Samaria, me n'he hagut de donar una a mi mateix (...) per posar-ho d'exemple. Els pregunto llavors si això els planteja un problema fer el mateix. Havent-me vist actuar d'aquesta manera, se senten obligats a fer el mateix.
- El tema de la prostitució és recurrent a l'obra de Kim Ki-duk. A The Birdcage Inn, la seva tercera pel·lícula, el cineasta explicava ja el recorregut d'una jove prostituïda que arriba en un hostal i trastorna la vida dels seus habitants, després a Bad Guy, descrivia la relació complexa entre un gàngster proxeneta i una jove estudiant. I a The Isle, on l'heroïna es prostitueix de vegades.
- El realitzador va fer igualment de productor executiu, muntador i cap decorador de la pel·lícula.

## Premis i nominacions
Festival Internacional de Cinema de Berlín de 2004:
- Os de Plata a la millor direcció per Kim Ki-duk
- Nominació a l'Os d'Or a la millor pel·lícula per Kim Ki-duk